# José de Matos-Cruz
José de Matos-Cruz (Mortágua, 9 de Fevereiro de 1947) é um escritor, jornalista, editor, professor no ensino superior, investigador, enciclopedista português e, desde 1980, funcionário da Cinemateca Portuguesa, em Lisboa (hoje reformado). Na sua actividade, destaca-se como historiador do cinema português.
A ele se deve a criação da Bedeteca José de Matos Cruz, em Cascais.

## Biografia
Em 1973 licencia-se em Direito pela Universidade de Coimbra. Desde o início dos anos sessenta que se dedica à poesia (Prémio Nacional Jovem 68). Publica diversos livros de prosoética (prosa poética). Escreve sobre banda desenhada em jornais e edições da especialidade (Prémio Simão 92). Funda e dirige várias revistas e coordena os Quadradinhos do jornal A Capital (1983-2004). A partir de 1986, torna-se colaborador do jornal Diário de Notícias.
Nos meados dos anos sessenta  começa a escrever sobre cinema, no seguimento da sua actividade cineclubística.
A partir de 1995 é consultor da série História do Cinema Português, uma produção da Acetato para a RTP (Radiotelevisão Portuguesa). Na Cinemateca Portuguesa, dedicando-se à investigação sobre o cinema nacional e coordenando vários catálogos, torna-se responsável pela filmografia portuguesa.
A partir de 2000, é professor convidado da Escola Superior de Teatro e Cinema, onde lecciona na disciplina de licenciatura Sistemas de Produção II.
Em 2002, é autor da rubrica Cinema Português do Centro Virtual Camões, organismo do Instituto Camões. Em 2003, é docente de História do Cinema, na Licenciatura em cinema, televisão e cinema publicitário da ‘’Universidade Moderna’’.
Em 2004 lança o Imaginário, periódico mensal online.
Em 2005, publica a obra Joaquim de Almeida, (1838-1921) um actor de Montijo. Desenvolve o levantamento informático Anuário Teatral – Portugal, século XIX. Retratando-o, Delfim Ramos realiza neste mesmo ano, em DVD, José de Matos-Cruz, memórias afectivas e outras histórias (Dolphin Produções).

### Ficcional
Publicações singulares
- Tempo Possível e Outras Fábulas (1968 - Autor, 2ª Ed. 1997 - Kafre)
- Os EntreTantos (2003 - Editorial Notícias)
- O Infante Portugal e as Tramóias Capitais (2007 - Kafre) [4]

Edições colectivas
- Margens - Outros de Nós (2004 - Cais/Editora Padrões)
- Contos Fantásticos (2005 – Fantasporto/Preâmbulo Edições)

### Poética
Publicações singulares
- Não Vai a Parte Alguma/Não Vem de Nenhum Lugar (1968  - Autor, 2ª Ed. 1997 – Kafre)
- Cafre (1970 - Cadernos Mar Alto)
- Livro dos Temas (1970 - Livros Sem Editor, 2ª Ed. 1997 - Kafre)
- Pra Chatear o Indígena (1976 - Livros Sem Editor)
- Alma de Cadáver (1985 - Livros Sem Editor)
- A Erosão dos Lábios (1992 - Livros Sem Editor)
- Milnovecentosesetenta (1994 - Livros Sem Editor)
- Alda (1994 - Livros Sem Editor)
- Cama, Leão! (1997 - Kafre)
- Estórias Invisíveis (1999 - Kafre)
- Hexálogo - Os Livros da Luz (2000 - Kafre/Livros Sem Editor)

Edições colectivas
- Vietname, Antologia Poética (1970 - Nova Realidade)
- Cadernos de Poesia (1971 - Ceta)
- Poesia 70 (1971 - Inova)
- 4 Poetas Sem Passaporte (1972- Fronteira)
- Continente (1972 - Razão Actual)
- Poesia 71 (1972 - Inova)
- 800 Anos de Poesia (1973 - Círculo de Leitores)
- A Mãe na Literatura Portuguesa (1999 - Círculo de Leitores)

Folhetos Kafre
(série lançada em 1998)
- (IV) Sonetos ’68 (1998)
- Portugal (1998)
- Reflexos (1998)
- Fronteiras (1998)
- Humanos (1998)
- Fúrias (1998)
- Êxtases (1998)
- Poderes (1998)
- Prelúdios (1998)
- Mulheres (1998)
- Epílogos (1998)
- Sortilégios (1998)
- Resplendor (1999)

### Teatro
Publicações singulares
- Os Palcos Giratórios - 7 Peças de Teatro em 1 Acto (1966-70) (2004 - Kafre)
- Joaquim de Almeida - 1838-1921 - Um Actor de Montijo (2005 - Publicações Dom Quixote)
- Ano Teatral 1885 (2006 - Kafre - 2ª Ed. 2007)
- Ano Teatral 1897 (2008 - Kafre)

### Banda desenhada
Edições colectivas
- Entre as Imagens/Vasco Granja - Uma Vida… 1000 Imagens (2003 - Edições Asa)
- Fadas Láureas (2004 - de Luís Louro - Prime Books)

### Cinema
Publicações singulares
- Fitas que Só Vistas - Origens do Cinema Português (1978 - IPC - 2ª Ed. 1981)
- Anos de Abril - Cinema Português da Revolução  (1980 - IPC - 2ª Ed. 1974-1982)
- Charles Chaplin - A Vida, o Mito, os Filmes (1981 - Vega - 2ª Ed. 1987)
- O Cais do Olhar - Fonocinema Português (1981 - IPC)
- Arquipélago dos Açores, um roteiro fílmico (1985 - Cinemateca Portuguesa)
- Prontuário do Cinema Português  1896-1989 (1989 - Cinemateca Portuguesa)
- Cardo as Charlot em Portugal - 1916 (1989 - Cinemateca Portuguesa - 2ª Ed. Kafre 1998)
- Manoel de Oliveira e a Montra das Tentações (1996 - Sociedade Portuguesa de Autores/Publicações Dom Quixote)
- O Cinema Português - 1896-1998 (com João Antunes - 1996/98 - Lusomundo Editores)
- Anuário do Cinema Português - 1997 (1998 - Grifo)
- Enciclopédia Lusomundo dos Filmes de Guerra (com João Antunes - 1998 - RBA/Lusomundo)
- Cinema Português - O Dia do Século (1998 - Grifo)
- Artur Costa de Macedo, um olhar à câmara (1998 - Kafre)
- Aurélio da Paz dos Reis : das flores aos fotogramas (1998 - Kafre)
- Histórias & Testemunhos 1908-22 (1998 - Kafre)
- James Bond 007 (com João Antunes - 1998 - RBA/Lusomundo)
- Anuário do Cinema Português - 1997-1998 (1999 - Grifo)
- O Melhor do Western (com João Antunes - 1999 - RBA/Lusomundo)
- O Cais do Olhar : o cinema português de longa-metragem e a ficção muda (1999 - Cinemateca Portuguesa)
- Anuário do Cinema Português - 1997-1999 (2000 - Grifo)
- António de Macedo : cinema, a viragem de uma época  (2000 - Sociedade Portuguesa de Autores/Publicações Dom Quixote)
- Cinema Teatro Joaquim de Almeida - Montijo e o Cinema (2001 - Publicações Dom Quixote)
- IPC,IPACA, ICAM - 30 anos com o cinema português (2002 - Publicações Dom Quixote)
- Cinema em Angola (com José Mena Abrantes - 2002 - Caxinde)
- Cinema Português - uma história de filmes e personalidades (2003 - Cais)
- Artur Ramos : o olhar e a representação (2003 - Sociedade Portuguesa de Autores/Publicações Dom Quixote)
- Roberto Nobre - Palavra & Imagem (2003 - Vária Escrita)
- Cascais, berço do cinema e do futebol (2004 - Câmara Municipal de Cascais)
- Fitas Sem Falas (2007 – Apenas Livros)

Edições monográficas da Cinemateca Portuguesa
- Panorama do Cinema Português (1980)
- Filmes Suecos dos Anos 70 (1980)
- D.W. Griffith (1980 - Colectivo)
- Manoel de Oliveira (1980 - Colectivo)
- Dina Teresa (1981 - Colectivo)
- Cinema à Margem (1981 - Colectivo)
- J. Leitão de Barros (1982)
- Arthur Duarte 1895-1982 (1982 - com Luís de Pina)
- Cinemateca - 25 Anos (1983 - Colectivo)
- Cinema Búlgaro (1983)
- Os Descobrimentos Portugueses e a Europa do Renascimento (1983)
- António Lopes Ribeiro (1983)
- Cinema Húngaro Contemporâneo (1984)
- Cinema da R.D.A (1984)
- Baptista Rosa  (1984)
- Jorge Brum do Canto (1984)
- 25 de Abril - Imagens (1984 - Colectivo)
- Cinema Novo Português - 1960/1974 (1985 - Colectivo)
- Sintra, o Romantismo e o Cinema (1985 - com Luís de Pina, F. Carneiro Mendes - 1986)
- Panorama do Cinema Espanhol (1986 - com Luís de Pina)
- Luis García Berlanga (1986 - com Luís de Pina)
- António Vilar (1986 - Supervisão)
- António Silva (1986 - Colectivo)
- Lisboa Filme, um sonho vencido (1987 - de Luís de Pina)
- Aníbal Contreiras (1987 - de Luís de Pina)
- O Musical II (1987 - Colectivo)
- Amália no Cinema (1989 - de Luís de Pina)
- Aquilino Mendes (1989 - com Luís de Pina)
- Elvira Velez (1992)
- Erico Braga (1993)
- Aurélio da Paz dos Reis (1996 - Colectivo)
- Virgílio Teixeira (1997 - Colectivo)
- Cottinelli Telmo (1998 - Colectivo)
- Brunilde Júdice (1998 - Colectivo)
- 25 de Abril no Cinema (1999 - Colectivo)

### Outras edições colectivas
- Os 40 Anos na Arte Portuguesa (1982 - Fundação Calouste Gulbenkian)
- Le Cinéma portugais (1982 - L’Equerre/Centre Georges Pompidou - França)
- Portugal na Segunda Guerra Mundial (1989 - Publicações Dom Quixote)
- In Memorian - Camilo - Centenário da Morte  (1992 - Comissão Nacional das Comemorações Camilianas)
- Bombeiros Portugueses - Seis Séculos de História - 1395/1995 (1996 - Serviço Nacional de Bombeiros, Liga dos Bombeiros Portugueses)
- Guerra Colonial (1997-98 - Diário de Notícias, 2000 - Editorial Notícias)
- O Algarve da Antiguidade aos Nossos Dias (1999 - Edições Colibri)
- O Português Que Somos (1999 - Verbo)
- Mariana Villar, uma existência luminosa (2000 - Hugin)
- Cinema e Religione  (2000 – Alio Bernardini – Cittá del Vaticano)
- Breve Dicionário Tipológico do Cinema no Estado Novo : o cinema sob o olhar de Salazar (2000 - Círculo de Leitores, 2ª Ed. 2001 - Temas e Debates)
- A Guerra Colonial - Realidade e Ficção (2001 - Editorial Notícias)
- A Igreja e a Cultura Contemporânea em Portugal - 1950-2000 (2001 - Universidade Católica Portuguesa)
- 12 Realizadores, 12 Filmes (2002 - de João Abel Aboim - ICAM)
- Manoel de Oliveira – Fotobiografia (2002 - de Júlia Buísel - Figueirinhas)
- Um Homem de Cinema, Roberto Nobre – 1903/2003 (2003 - de Ricardo António Alves - Câmara Municipal de São Brás de Alportel)
- Portugal: Um Retrato Cinematográfico (2004 – Número - Arte e Cultura)
- Manoel de Oliveira ou O Cinema Virtual (2005 – Annualia 2005/2006 – Editorial Verbo)
- Grandes Figuras Portuguesas - Biografias (2006 – Diário de Notícias)
- Cinema Português Através dos Seus Filmes (2007 – Campo das Letras)

### Dicionários e enciclopédias
Como consultor
- Alio Bernardini
- Bertrand Editora
- Círculo de Leitores
- Correio da Manhã
- Diário de Notícias
- Durvan Ediciones
- Ediclube
- Editorial Notícias
- Editorial Verbo
- Encarta/Microsoft
- Jornal de Notícias
- Livraria Editora Figueirinhas
- Koogan/Larousse
- Selecções do Reader’s Digest